# Thujopsis tschugatskoi
Thujopsis tschugatskoi là một loài thực vật hạt trần trong họ Cupressaceae. Loài này được Hort. ex C. Koch mô tả khoa học đầu tiên năm 1872.